# Christian Friedrich Hunold

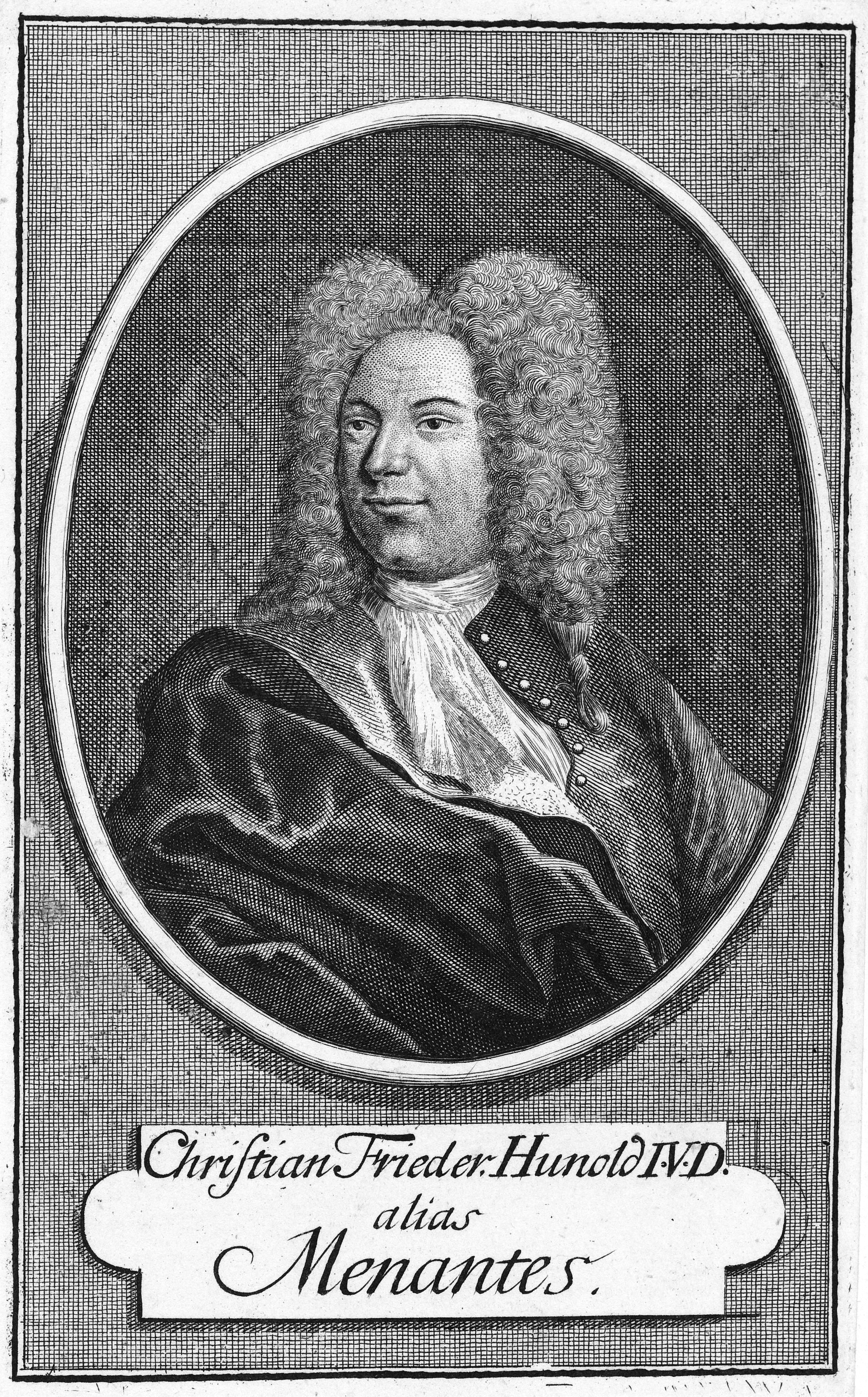
Christian Friedrich Hunold, alias Menantes, 1680–1721

Christian Friedrich Hunold (* 29. September 1680 in Wandersleben bei Gotha, Thüringen; † 16. August 1721 in Halle (Saale)) wurde unter dem Pseudonym Menantes der berühmteste unter den deutschsprachigen „galanten“ Autoren des frühen 18. Jahrhunderts (siehe dazu auch galanter Roman).

## Biografie

### Herkommen und Ausbildung
Christian Friedrich Hunold wurde am 29. September 1680 im Thüringer Marktflecken Wandersleben geboren. Sein Vater war Tobias Hunold (* 1650; † 3. März 1691), Hochgräflich Hatzfeldischer Amtmann, Pächter des Vorwerkes (heute: Grundschule) und Mühlenbesitzer, seine Mutter: Barbara Catharina (* 1652; † 6. Februar 1691). Nachweisbar sind die Namen und Lebensdaten von drei Geschwistern: Georg Heinrich (* um 1675; † 23. Juni 1728), Martha Katharina (* 4. Oktober 1689; † 1765), Friedrich Wilhelm (* um 1681; † 25. Mai 1697), Hunolds Briefe (soweit von Wedel 1731 überliefert), erwähnen noch einen Bruder, der 1705 in Thorn starb.
Im Alter von zehn Jahren verlor Hunold kurz nacheinander beide Eltern (im Februar und März 1691 wie die Akten überliefern, an einer „hitzigen Krankheit“), die Kinder erhielten einen (unbekannten) Vormund, Hunold selbst besuchte die Stadtschule in Arnstadt.
Im Juli 1691 setzte er die Ausbildung am Gymnasium Illustre Augusteum in Weißenfels fort, er blieb dort bis in den Sommer 1698. Die Wahl der Schule lässt vermuten, dass er mit guten Leistungen aufgefallen war, denn das Weißenfelser Gymnasium gehörte zu den berühmtesten Institutionen Mitteldeutschlands. Christian Weise hatte hier gelehrt, August Bohse, der unter dem Pseudonym Talander Romane veröffentlichte und zu diesem Zeitpunkt der berühmteste der „galanten“ Autoren deutscher Sprache war, befand sich in Anstellung des Weißenfelser Hofes und dürfte mit dem Gymnasium verbunden gewesen sein, das Wert auf moderne Ausbildung in den „belles lettres“ in der Landessprache legte.
Von 1698 bis zum Winter 1699/1700 studierte Hunold an der Universität Jena. Eingeschrieben war er für die Jurisprudenz, sein Schwerpunkt lag jedoch während des Grundstudiums auf den Sprachen. Aus der Weißenfelser Zeit rührte eine Freundschaft mit Johann August Meister (dem Sohn des vom Weißenfelser Hof bestallten Küchenmeisters Christoph Meister), eine Beziehung von größerer Bedeutung, da Hunold sich in dessen Schwester, Johanna Sophia Meister, verliebt hatte. Die Möglichkeit, um ihre Hand anzuhalten und eine Karriere am Weißenfelser Hof oder in dessen Umfeld zu machen, zerschlug sich, als Hunold Ende 1699 von seinem Vormund die Nachricht erhielt, dass sein Vermögen von ehemals 4.000 Reichstalern bis auf einen Rest von 80 Talern aufgebraucht war.

### Flucht nach Hamburg und Karriere: 1700–1706
Die Eröffnung der finanziellen Lage traf Hunold als Desaster. Sein Lebensstil in Jena war kostspielig gewesen, er hatte sein Erbe in Raten von 100 Talern bezogen und Ruhm als „galanter Student“ genossen. Gute Kleidung, das Spielen wenigstens eines Musikinstruments (er spielte Gambe und Flöte), Fähigkeiten im Fechten, Tanzen und Reiten gehörten zum Renommee und mussten in Privatstunden finanziert werden. Im Winter 1699/1700 floh Hunold, ohne sich bei den Freunden in Jena und Weißenfels zu verabschieden, über die reguläre Kutschverbindung nach Hamburg, der zweitgrößten Stadt des Reichs – und der Stadt, in der sich noch am ehesten ohne abgeschlossene Ausbildung und ohne Protektion Geld verdienen ließ. In Braunschweig musste Hunold die Reise wegen der andauernden Kälte unterbrechen und drohte sein verbleibendes Vermögen durch diesen erzwungenen Aufenthalt zu verlieren. Der Zwischenstopp sollte von Bedeutung in seinem Leben werden, da er hier Benjamin Wedel, den Buchhandelsgehilfen des Hamburger Verlegers Gottfried Liebernickel kennenlernte.
Wedel versorgte Hunold nicht nur mit wintergerechter Kleidung (er war galant gekleidet, „als ob er zum Tanzen gehen wollte“, so Wedel in seiner Biographie Hunolds, 1731), er bot ihm in Hamburg zudem noch selben Jahres, 1700, die Chance, seinen ersten Roman bei Liebernickel zu verlegen. Hunold hatte sich bei einem Dählenlöper, einem niedrigen Advokaten, als Schreiber verdingt, sich dann aber für eine Demütigung, die ihm eine der Töchter des Hauses coram publico erteilte, mit einem Spottgedicht revanchiert. Hunold war der Dame im Haus begegnet, hatte ihr vor ihren männlichen Begleitern seine Reverenz mit dem Kompliment „Der Dame Diener“ erwiesen und war von ihr mit der Gegenauskunft, er könne ihr die Schuhe zuschnüren, wenn er ihr Diener sein wolle, abgespeist worden. Das Spottgedicht hatte er aus der Situation heraus verfasst und der kleinen Gesellschaft an der Zimmertür hinterlassen:

Die Höfflichkeit bringt wenig ein,

      Das kann Rosander wohl beweisen,

Er wolte so gefällig seyn,

      Und einer Damen Diener heissen:

Allein Monsieur sprach sie hierzu,

      Will er sich meinen Diener nennen,

So putz er mir auch meine Schuh,

      Das hieß: Er soll sich nicht verbrennen.

Morbleu! Das war ein scharffer Stich,

      Drum muß er auf revange dencken,

Theilt sie die Aemter unter sich,

      So will er ihr eins wieder schencken,

Damit es nur ein jeder weis,

      So putzt er ihr die Schuh und sie putzt ihm den Steiß.

Das Gedicht ging durch Hamburgs Kaffeehäuser und kostete Hunold seinen ersten Arbeitsplatz.
Sein erster Roman, Die Verliebte und Galante Welt (Hamburg: Liebernickel, 1700), war ein sofortiger und unerwarteter Geschäftserfolg. Liebernickel sicherte Hunold das stattliche Honorar von zwei Reichstalern pro Druckbogen zu (der Druckbogen ergab im Falle von Romanen im Oktavformat 16 Seiten). Das Geheimnis des Erfolgs war die Leichtigkeit, mit der der Autor, gerade 20, seine eigene Generation als modisch feierte und seinen Roman mit kleinen, möglicherweise wahren Liebesgeschichten ausstattete – ein Bruch mit den konventionelleren Romanen Bohse/Talanders und deren weit offiziöseren, weniger privaten Sujets, sowie eine Anknüpfung an die aktuellen Skandalromane französischer Autoren. (Eingehender zur Romangeschichte der Artikel Roman.)
Der Erfolg brachte Hunold in Hamburg ins Rampenlicht. Er gab private Seminare in Poesie, veröffentlichte Gedichte, arbeitete vorübergehend als Herausgeber eines politischen Journals, verkaufte unter der Hand Gelegenheitsdichtungen – Auftragsgedichte zu Beerdigungen und Jubiläen, die mit zwei Dukaten das Stück (2 2/3 Reichstalern) vergütet wurden, jedoch besser nicht mit dem eigenen Namen verbunden erschienen.
Zentrum des modischen Lebens war in Hamburg die Oper am Gänsemarkt. Reinhard Keiser, Christoph Graupner, Georg Friedrich Händel, Johann Mattheson und Georg Philipp Telemann setzten hier im Verlauf der nächsten Jahrzehnte die musikalischen Akzente. Die Sängerin Conradi gehörte zum Ensemble. Die Textdichter nahmen eine zentrale Stellung im Opernbetrieb ein – sie lieferten die Vorlagen, die nach neuester Mode vertont wurden; ihre Texte wurden gedruckt und gesammelt und bildeten das deutsche Drama des frühen 18. Jahrhunderts. Die Librettisten waren, das geht aus einem der Romane der Zeit hervor, zudem für die Regie der Stücke zuständig (Zitate hierzu im Artikel zu Hamburgs Oper am Gänsemarkt).
Hunold schloss Freundschaft mit Barthold Feind, mit dem er bis 1706 die Wohnung teilte – eine Beziehung, die in Konkurrenz und Feindschaft ausartete. Er verliebte sich, soweit ersichtlich, anfänglich in die Conradi, wechselte dann jedoch zu deren Rivalin, der R. Furore machte er weniger mit seinen zwei Operntexten zu biblischen Sujets, als mit seinem von Reinhard Keiser vertonten Oratorium, das wegen seiner konzeptionellen Nähe zur Oper Widerstand in Kirchenkreisen erntete.
Versuche, in eine gesicherte Anstellung zu gelangen, scheiterten. Auf eine inoffizielle Ausschreibung hin begab er sich 1703 an den fürstbischöflichen Hof nach Eutin in der Erwartung, hier Erzieher der Prinzen zu werden. Erst nach einiger Zeit erfuhr er unter der Hand, dass er auf Betreiben des Ober-Hofmarschalls geholt worden war, der ihn als Lehrer seiner eigenen Kinder haben wollte. Die begehrte Stelle eines Prinzenerziehers war überhaupt nicht offen. Schadenersatz konnte Hunold nicht einklagen. Er nahm den Posten schließlich an, was ihm die Rückreise nach Hamburg ermöglichte und sich mit einem Auftrag verbinden ließ: Sein zukünftiger Arbeitgeber war Bücherliebhaber und ließ sich bereden, über Hunold einen größeren Buchkauf in Hamburg zu tätigen. Das Geld hierzu, 20 Reichstaler, erhielt Hunold nicht in bar. Es lag in Hamburg für ihn bereit, wo er es in wertlose Klosterhandschriften umsetzte, die er mit der Notiz nach Eutin sandte, dass diese Ware zwar nicht ganz das Erwartete sei, die Reise sei schließlich nicht minder unerwartet verlaufen. Er wolle die erwünschten Schriften erst mitbringen, sobald die versprochene Stelle frei sei. Im Freundeskreis feierte man die 20 Reichstaler bei Sekt.

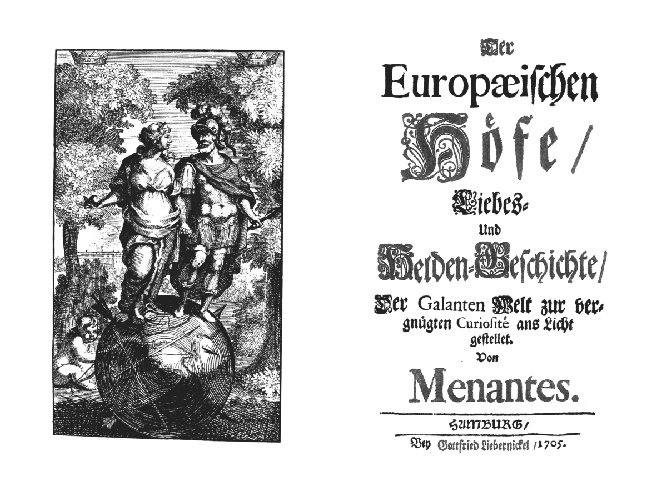
Der Europäischen Höfe Liebes- und Helden-Geschichte […] von Menantes (Hamburg: G. Liebernickel, 1705). Eine Seite des „Schlüssels“ bietet der Artikel Schlüsselroman

Über Hamburg hinaus gewann Hunold mit seinen Romanen Ruhm: Der Verliebten und galanten Welt (1700) folgte die Adalie (Hamburg: Gottfried Liebernickel, 1702) – die Bearbeitung eines französischen Romans. Respekt als Stilist errang er sich mit seinem umfangreichsten Titel: Der Europäischen Höfe Liebes- und Heldengeschichte (Hamburg: Gottfried Liebernickel, 1705). Das Sujet des Schlüsselromans von öffentlichen Historien war potentiell skandalös – Hunold sprach die Königsmarck-Affäre an, die Georg Ludwig von Hannover, den Anwärter auf Englands Krone, politisch unter Druck gebracht hatte, und wendete die kursierenden Berichte von der Ermordung des schwedischen Adligen in eine weniger skandalöse Historie – Teil eines galanten Dienstangebots in Richtung Hannover.
Das Genick sollte er sich jedoch nicht mit dem politisch brisanten und letztlich eben doch nicht so brisanten Roman brechen, sondern mit seinem vierten, zu privaten Historien zurückkehrenden Titel, dem Satyrischen Roman (Hamburg: Benjamin Wedel, 1706). Seine eigene Geschichte teilte er im Roman auf zwei Helden auf. In den einen (Tyrsates) verliebte sich die Conradi (im Roman: Caelia), der andere (Selander) verliebte sich in deren Rivalin (die R. – im Roman Arismenia). Hunold war bereits im Vorfeld der Veröffentlichung mit seinen Hamburger Amouren in Misskredit geraten. Er lebte effektiv in wilder Ehe mit einer Opernsängerin zusammen. Ein Autor (Pohlmann / alias Polander), den Hunold in einer Fehde angegriffen hatte, hatte ihm in einer Publikation damit gedroht, Details über sein ungeordnetes Privatleben bekannt werden zu lassen – eine Drohung, die ihn in Weißenfels wie in Hamburg unmöglich gemacht hätte. Hunold hatte den Gegner unter der Hand um Frieden bitten müssen. Im Satyrischen Roman legte er seine „Marriage sans conscience“ als verzweifelte doch bislang unerfüllte Liebesgeschichte aus. Er hätte nach der Publikation die Frau, mit der er zusammenlebte, ohne Prestigeverlust heiraten können.
Die Publikation des Satyrischen Romans im Juni 1706 erregte einen Skandal, der Hunold in Hamburg zum Untertauchen zwang. Der Conradi hatte er ein intimes Tagebuch angedichtet, in dem diese notiert haben sollte, welche Geschenke sie von welchem ihrer Liebhaber für ein „Notabene“ erhielt. Die Leser konnten aus den „Kopfwehtagen“, die das Tagebuch alle 28 Tage notierte, erahnen, worin das NB! jeweils bestand.
1. Jan. Von meinem Spaß-Galant ein schönes Thee-Zeug bekommen: Ihn auf den Abend selber gesprochen, und mich davor erkenntlich gewiesen.
2. –– Auf einer Gasterey gewesen A la Compania Dei Mercanti mit Hauptmann Sculteto, und vielen andern Officiren: Mich berauschet: Handgreiffliche Discurse mit Scult: indem er mich nach Hause begleitet.
3. –– Mons. Flachs-Vigelius bey mir gewesen, und mir seine Liebe fast weinend angetragen.
4. –– Ein Billet von M. Pfeffer-Sacco bekommen: Des Nachts um 11. Uhr von ihm in der Gondel abgeholet: Um drey Uhr nach hause kommen: Weissen Atlaß zum Kleide. NB.
5. –– Von Lieutenant Bonifacio einen Brief mit Blut geschrieben erhalten.
6. –– Noch einen von ihnen erhalten, darinnen er mir eine Heyraht angetragen.
7. –– Hundert Ducaten von einem Narren Sch: bekommen, der gedacht, er bekäm die Jungferschaft von mir.[3]

Der Bruder der Sängerin, Kapitän Conradi, setzte (falls die Gerüchte stimmen) ein Kopfgeld von 50 Talern auf Hunold aus, der am 24. Juni 1706 über Braunschweig nach Wandersleben floh. Jenas Studenten hatten derweil ihren Genuss an dem Roman aus Hamburg, Meletaon lässt einen seiner studentischen Romanhelden den Skandal erleben:

„Er gienge selbigen Abend auf den Raths-Keller, ein Glas Wein zu trincken, woselbst er etliche Pursche antrafe, die unterschiedliche Discurse führeten, und dann auch auf die Romaine zu reden kamen, dass manchmahl in denselbigen so lustige Streiche vorfielen, absonderlich aber delectirten sie sich an den artigen Liebes-Calender in des Herrn Menantes Satyrischen Roman, über dessen Innhalt, weilen der eine ein Exemplar bey sich, sie sich sehre zerlachten, und dabey auch allerhand Glossen macheten, welche hier zu erzehlen, wegen der Weitläufftigkeit, erspahret wird.“

### Orientierungsphase: Wandersleben 1706–1708
Hunolds Hoffnung, in Braunschweig als Mitarbeiter Herzog Anton Ulrichs ins Gespräch zu kommen, zerschlugen sich. Anton Ulrich schrieb seit Jahren an den Bänden der Römischen Octavia und bezog dabei Mitautoren in die Arbeit ein. Die Europäischen Höfe machten Hunold als solchen interessant, doch verfügte er auf seiner Flucht nicht über die finanziellen Mittel, eine günstige Entscheidung abzuwarten.
In Wandersleben angekommen, wartete eine Erbschaftsangelegenheit auf ihn; gleichzeitig bot sich die Chance, wie bisher vom Schreiben zu leben und hier erst einmal in der Zurückgezogenheit zu arbeiten. Hunold begann einen zweiten Teil des Satyrischen Romans, in dem sich Arismenia (die in Hamburg verlassene R.) als Ehebrecherin erwies, und schrieb an Büchern, die beim studentischen Publikum auf Absatz hoffen konnten: Ratgeber in Sachen Stil und Conduite.
Nebenbei spielte er mit dem Gedanken, in Leipzig oder Halle, den beiden modernen Universitätsstädten jener Jahre, einen Neuanfang zu wagen.

### Bürgerliches Arrangement: Halle 1708–1721

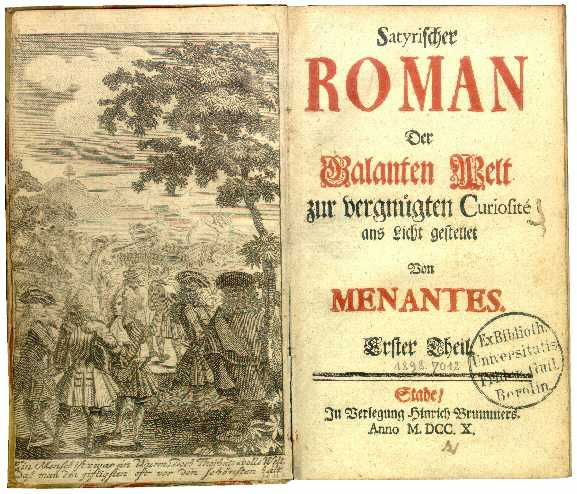
Titelseite: Hunold, Christian Friedrich = Menantes, Satyrischer Roman, 1-2 (Stade: H. Brummer, 1710).

Hunolds Wahl fiel schließlich auf Halle. Ein kurzer Aufenthalt ließ klar werden, dass er sich in Halle mit Privatseminaren finanzieren konnte. Seine Romane waren in den Studentenkreisen gefeiert, er selbst galt als der galanteste Schriftsteller der Zeit. Stil und Auftreten waren Eintrittskarten in die höfischen Karrieren, auf die Studenten es absahen. Hunold notierte, dass er von den Seminaren in Halle besser leben konnte als von den vielfältigen Arbeiten, mit denen er sich in Hamburg über Wasser gehalten hatte: Ein „Collegio in Oratorium und Briefen“ brachte gehalten vor 40 Studenten 200 Taler ein. (34 Taler hatte er – zum Vergleich – mit den 17 Druckbögen, 256 Seiten, seines Satyrischen Romans verdient).
1710 erschien die zweite Ausgabe seines Satyrischen Romans in Stade bei Hinrich Brummer – Wedel hatte frustriert über die sich hinziehenden Überarbeitungen den Titel an den befreundeten Verleger abgegeben. Hatte Hunold anfänglich nur einen zweiten Teil geplant, der seine Hamburger Affären in ein neues Licht stellen sollte, so hatte er schließlich den ersten Teil des Romans gelichtet und die Conradi aus dem Skandal genommen. Schlechter kam als Ehebrecherin die R. weg, die er in Hamburg zurückließ.
Hunold nahm in Halle das Studium wieder auf. 1713 bereute er öffentlich in der Vorrede seines Gedichtbandes Academische Nebenstunden seine vormaligen Romane – ein nachgeholter Schritt in die bürgerliche Karriere, der jedoch etwas von der überraschenden Karriere widerspiegelt, die der Autor soeben hinter sich gebracht hatte.
Meine Feder hatte einige Worte in ihrem Vermögen: so meinte sie schon zu fliegen. Ich war jung; von Tugenden besaß ich nichts, und von Wissenschafften hatte ich wenig Kenntniss, und gleichwohl wolte ich hoch hinaus. Ich hatte von der Adler ihren Flug zur Sonnen gehöret; und gedachte mit blöden Augen meines verfinsterten Verstandes eine so jähe Bahn gleichfalls zu finden. Allein ich geriehte mit den Sinnen unter die Eulen, welche die Nacht lieben, und den Tag scheuen, oder vielmehr den Tag vor die Nacht halten.
1714 holte Hunold den Abschluss seines Jurastudiums mit einer Dissertation nach. Im selben Jahr heiratete er Elisabeth Zindel (oder Zündel), die Tochter des „Hochfürstlich Anhalt-Bernburgischen Commissarius und Gerichts-Directors bei dem Herrn von Wietersheim zu Wörpzig (Wörbzig)“, mit der er vier Kinder haben sollte, von denen zwei Söhne und eine Tochter die Kindheit überlebten.
Details aus Hunolds Leben sind für die Jahre engeren Kontakts mit Benjamin Wedel – das sind die Jahre 1700 bis 1714 relativ dicht überliefert, Wedel veröffentlichte 1731 eine Biographie samt Anhang von Briefen Hunolds an den Verleger und Freund. Daten aus den Jahren 1713 bis 1721 sind dagegen spärlich. Hier sind die Druckdaten von Titeln überliefert, deren Publikation Hunolds Unterrichtstätigkeit begleiteten und die weiterhin die Studentenschaft ansprachen. Zudem schrieb Hunold weiterhin Texte, die musikalische Kompositionen fanden – einige Texte, die Johann Sebastian Bach vertonte (z. B. Ich bin in mir vergnügt, BWV 204), sind darunter.
Hunold starb am 6. August 1721 in Halle an Tuberkulose „alt 41 Jahr, 10 Monat und acht Tage“ – die Bestattung fand auf dem Friedhof der St. Ulrich-Gemeinde statt. Aus Studentenkreisen stammte das bei Wedel zitierte Begräbnis-Carmen.

## Nachruhm

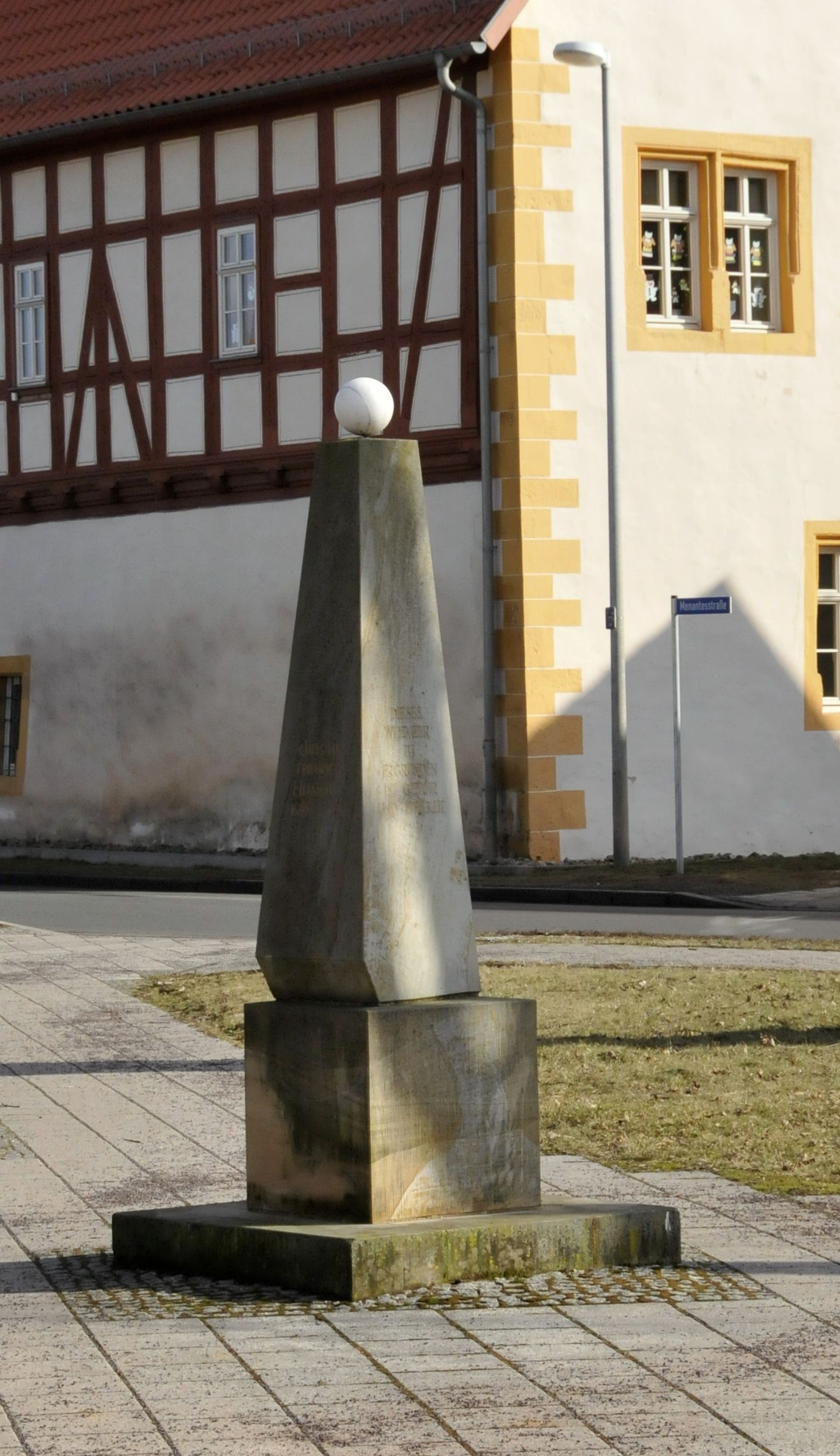
Denkmal für Christian Friedrich Hunold in Wandersleben

Hunolds Nachruhm setzte weit vor seinem Tod ein. Seine Romane hatten sich vor allem an den Universitätsstädten verkauft. Noch im ersten Jahrzehnt war in Studentenkreisen mit ihnen ein neues Ziel gesetzt: Wer über Mut verfügte, gestaltete sich ein Pseudonym in der von Talander begründeten Mode „griechischer Namen“ und publizierte unter diesem aus der anonymen Studentenschaft heraus „Romane von einheimischen Materien“, Studentenromane, vorzugsweise von eigenen Amouren mit Töchtern der Städte, in denen die Studentenschaft einlogiert war. Die Produktion hob mit Meletaon (Johann Leonhard Rost) und Celander an und bestimmte zwischen 1710 und 1720 die Moden, bevor die neue Welle von Robinsonaden den Romanmarkt bereicherte.
Hunold stand im modischen Feld von allen anerkannt als galantester Autor dieses Marktes im Raum – sein Abtreten 1706 hatte ihn diese Position nicht gekostet, ganz im Gegenteil: im offenen Skandal aus dem Markt auszuscheiden, das riskierte letztlich keiner der Anonymität wahrenden Studenten von Celander über Sarcander, L'Indifferent, Adamantes, bis zu LeContent, die die Mode aufnahmen.
Unter den Autoren, die Hunold auf dem Feld des Romans Konkurrenz machen konnten, wird man nur Selamintes nennen können, der seinen zweiten Roman – den Närrischen und doch beliebten Cupido (Leipzig/Halle/Hamburg, 1713) – im Hamburger Milieu spielen ließ und dabei Hunolds zweiten Teil des Satyrischen Romans mutig in einer Opernszene imitierte.
Hunolds Briefsteller und seine Europäischen Höfe gaben bis in die Mitte des 18. Jahrhunderts als Stilideale. Letztlich unterlag Hunolds gesamtes Werk jedoch in der Publikumsgunst der Umschichtung der Autorenszene, die Gottsched zu Beginn der 1730er Jahre einleitete. Weder konnte es nach Gottscheds Kritiken akzeptabel sein, dass Autoren für die Oper schrieben, statt reguläre Dramen zu verfassen, noch konnte die „galante Conduite“ auf Dauer akzeptabel erscheinen, eine Conduite, die sich im Skandal bewies, während der Aufbau einer poetischen Tradition der Nation doch Verantwortung für die Kunst der Nation einforderte.
Hunold fand geringe Achtung der Poesiekritik, die in den 1730er Jahren einsetzte, und er geriet in Vergessenheit, als in der zweiten Hälfte des 18. Jahrhunderts die Traditionslinie deutscher Literaturgeschichte in Umgehung der Jahre 1680 bis 1730 geschaffen wurde. Hunold gehörte weder zum Barock noch zur Aufklärung, wie man die umliegenden „Großepochen“ schließlich benannte.
Eine erste Entdeckung Hunolds brachten Herbert Singers Arbeiten zum galanten Roman 1961 und 1963. Die neuere Forschung zeigte sich vor allem am galanten als – europäischem – Stilideal interessiert und öffnete Blicke auf die spezifische Öffentlichkeit des frühen 18. Jahrhunderts, eine Öffentlichkeit, die ähnliche Schriftstellerkarrieren auf dem europäischen Parkett inspirierte. Ein Ort neuer Menantes-Forschung wurde 2005 mit der Menantes Gedenkstätte in Wandersleben geschaffen, welche die Arbeit zu Menantes zu inspirieren und zu bündeln sucht. Seit 2006 wird alle zwei Jahre der Menantes-Literaturpreis für erotische Dichtung vergeben.

## Werke (Auswahl)
- Die verliebte und galante Welt. Liebernickel, Hamburg 1700 (Nachdruck der Ausgabe 1707, hrsg. Hans Wagener: Bern 1988)
- Die Edle Bemühung müssiger Stunden. Liebernickel, Hamburg 1702 (Digitalisat und Volltext im Deutschen Textarchiv)
- Auserlesene | neue | Briefe, | Nebst einer | Anleitung, | Wie in den allermeisten Begebenheiten | die Feder nach dem Wohlstand und der | Klugheit zu führen, | An das Licht gestellet von | Menantes. | Die vierte Edition mit dem | Andern Theil | vermehret. Wäysenhaus, Halle 1721 (Digitalisat der ULB Sachsen-Anhalt)
- Der Europäischen Höfe Liebes- und Helden-Geschichte. Gottfried Liebernickel, Hamburg 1705 (Nachdruck hrsg. Hans Wagener und Eli Sobel: Bern 1978)
- Satyrischer Roman der galanten Welt zur vergnügten Curiosite, ans Licht gestellt von Menantes. B. Wedel, Hamburg 1706 (Nachdruck hrsg. von Hans Wagener: Frankfurt am Main 2005, ISBN 3-86598-219-0; Internetausgabe: Editions Marteau)

Übersetzungen:
- Antoine de Courtin: La Civilité Moderne, Oder die Höflichkeit Der Heutigen Welt. Hamburg 1708 (Digitalisat)